# سينودوس

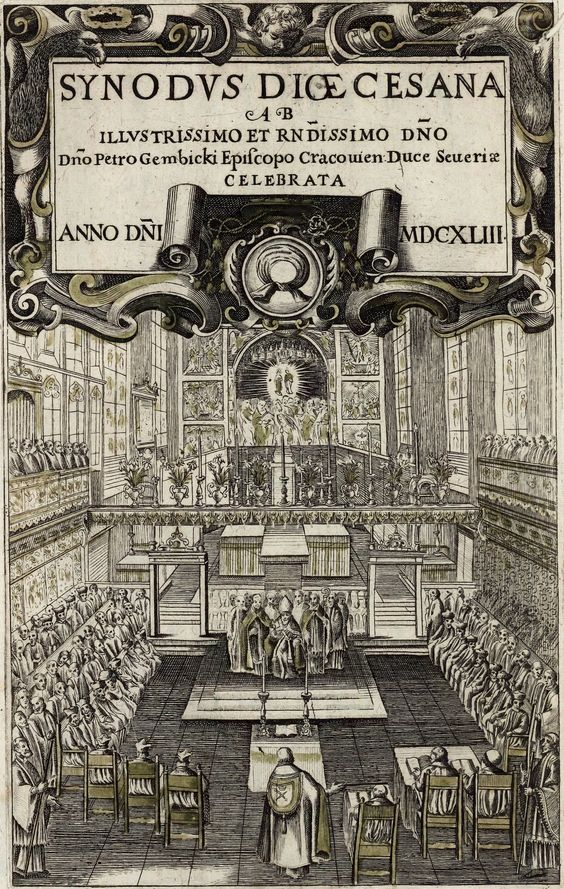

السينودوس هو ملتقى فكري فاتيكاني يضم نحو 250 أسقفا ورئيس أساقفة وكاردينالا من مختلف دول العالم للبحث في مسائل متعلقة بالأصولية المسيحية والعلاقة بين الدين والعلم والحوار مع اليهودية، في إطار نقاش حول «كلام الله». وتأسس سينودوس الأساقفة سنة 1965 وفكرهُ الأساسيّة كانت تدعيم أسس الوحدة بين البابا والأساقفة. حيث أن البابا يوحنا بولس الثاني عمّق المعنى اللاّهوتي للمبادرة المجمعيّة فشجّع المحافظة على الخصوصيّة والاستقلاليّة ضمن سلطة مجمعيّة، وذلك من خلال تأسسيسه سينودوس الأساقفة.